# Pauvres
Pauvres ist eine französische Gemeinde mit 198 Einwohnern (Stand: 1. Januar 2022) im Département Ardennes in der Region Grand Est (bis 2015 Champagne-Ardenne). Sie gehört zum Arrondissement Vouziers, zum Kanton Attigny und zum Gemeindeverband Argonne Ardennaise.

## Geographie
Das fast baumlose Gemeindegebiet von Pauvres liegt in der Trockenen Champagne, 35 Kilometer nordöstlich von Reims. Umgeben wird Pauvres von den Nachbargemeinden Saulces-Champenoises im Norden, Vaux-Champagne im Nordosten, Coulommes-et-Marqueny im Osten, Dricourt im Südosten, Mont-Saint-Remy im Südwesten sowie Ville-sur-Retourne und Ménil-Annelles im Westen.

## Bevölkerungsentwicklung
| Jahr                       | 1962 | 1968 | 1975 | 1982 | 1990 | 1999 | 2004 | 2009 | 2019 |
| Einwohner                  | 235  | 212  | 208  | 201  | 196  | 187  | 178  | 188  | 188  |
| Quellen: Cassini und INSEE |      |      |      |      |      |      |      |      |      |

## Sehenswürdigkeiten

Kirche Saint-Timothée

- Kirche Saint-Timothée